# Solser en Hesse
Solser en Hesse was een korte film van M.H. Laddé uit 1900 met de komieken Lion Solser en Piet Hesse. In 1906 maakte Laddé weer een film met hen onder dezelfde titel. Beide films zijn verloren gegaan.